# Marley Aké
Marley Aké (* 5. Januar 2001 in Béziers) ist ein französisch-ivorischer Fußballspieler. 2020 und 2021 wurde er für den Golden Boy nominiert.

## Karriere
Aké war in den Jugendabteilungen vom RC Agde, dem HSC Montpellier, Avenir Sportif Béziers aktiv, bevor er 2018 zu Olympique Marseille wechselte. In der viertklassigen Championnat National 2 kam er für die zweite Mannschaft von Marseille auf 30 Ligaeinsätze und sieben Tore. Am 29. Juni 2019 unterzeichnete er dort seinen ersten Profivertrag. Am 29. August 2019 gab er beim 1:1-Heimspiel sein Profidebüt in der Ligue 1 gegen Stade Rennes, als er in der 84. Spielminute für Valère Germain eingewechselt wurde. Für die erste Mannschaft spielte er in der Saison 2019/20 dreizehn Spiele, darunter neun Spiele in der Ligue 1. Für die zweite Mannschaft spielte er sieben Ligaspiele und traf dabei siebenmal, darunter einen Hattrick. Am 3. November 2020 debütierte er bei der 3:0-Auswärtsniederlage beim FC Porto in der UEFA Champions League, als er in der 82. Spielminute für Florian Thauvin eingewechselt wurde. Aké wurde 2020 für den Golden Boy nominiert. In der Saison 2020/21 spielte er bis Januar für Marseille neun Erstligaspiele und vier Spiele in der Gruppenphase der UEFA Champions League.
Ende Januar 2021 wechselte er zur zweiten Mannschaft von Juventus Turin. In der Saison 2020/21 spielte er 16 Drittligaspiele und traf dabei zweimal. Die Mannschaft qualifizierte sich für die Aufstiegsplayoffs, scheiterte dort aber in der zweiten Runde an Pro Vercelli. 2021 wurde er erneut für den Golden Boy nominiert.
Im Januar 2023 wurde Aké bis zum Ende der Saison an den FCO Dijon ausgeliehen.
In der Saison 2023/24 war Aké an Udinese Calcio ausgeliehen, die eine Kaufoption besaßen. Er konnte sich in Udine bis Saisonmitte nicht durchsetzen und bestritt wettbewerbsübergreifend nur drei Spiele.
Am 18. Januar 2024 wurde Aké auf Leihbasis mit Kaufoption zum Schweizer Verein Yverdon Sport FC transferiert.

## Privates
Aké hat ivorische Wurzeln, wurde aber in Frankreich geboren.